# 東京都道112号ひばりケ丘停車場線

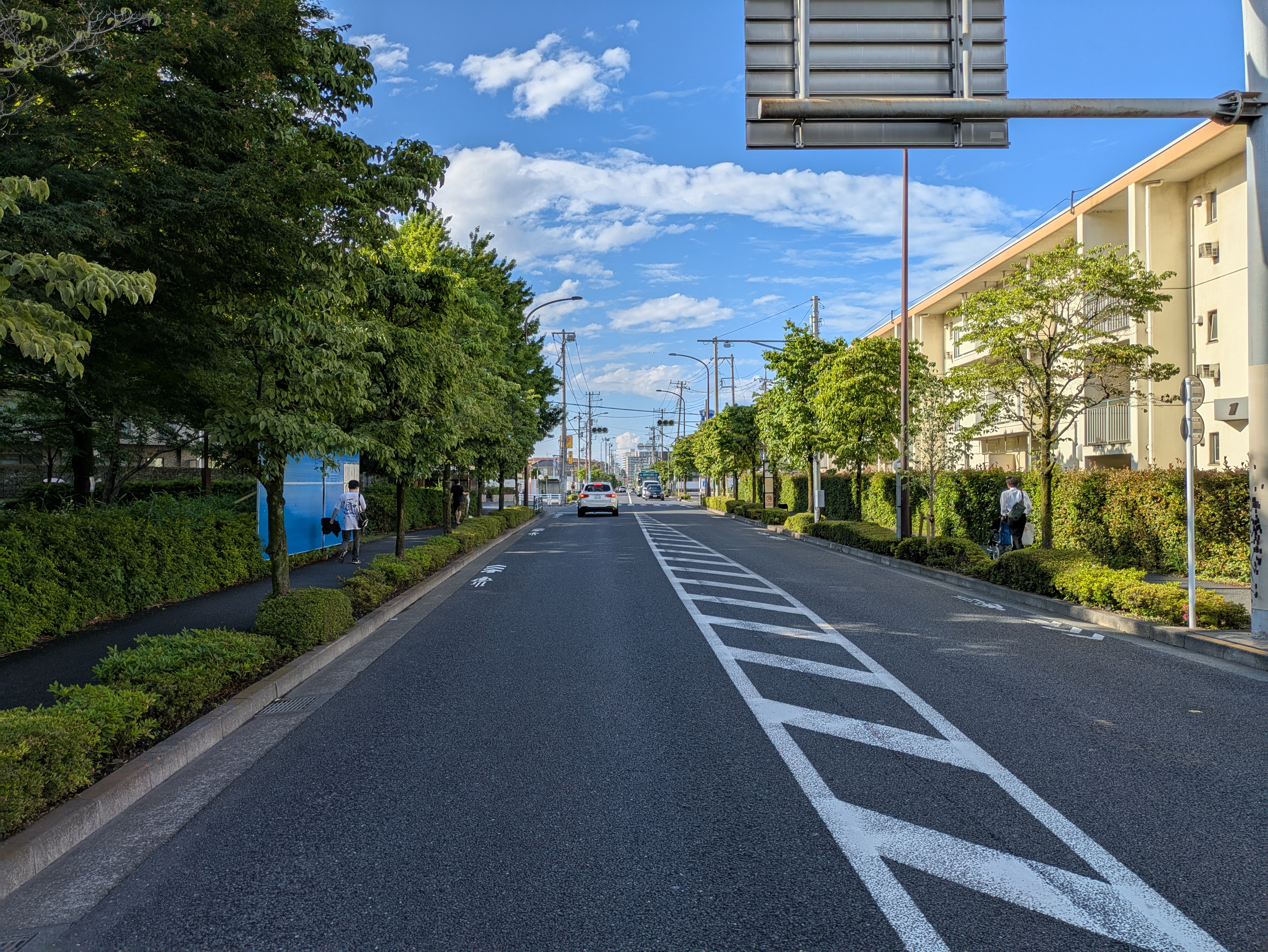
都道112号線 西東京市北原町一丁目付近

東京都道112号ひばりケ丘停車場線（とうきょうとどう112ごう ひばりがおかていしゃじょうせん）とは東京都西東京市の西武池袋線ひばりヶ丘駅から所沢街道（東京都道4号東京所沢線）と東京都道12号調布田無線の田無町三丁目交差点までの一般都道である。西東京市谷戸町を通ることから「谷戸新道」ともいわれ、本線の全線が東京都都市計画道路ひばりが丘駅南口線に指定されている。起点と終点の近くに2つの支線を持つ。

## 概要
明治42年版二万分一地形図「田無」(大日本帝国陸軍参謀本部陸地測量部製作)によれば、もともとこの道路は武蔵野鉄道(後の西武池袋線)が開通する以前から存在しており、1970年代になって都市計画道路として拡幅・線形の変更が行われたのが2014年現在の当道路の姿である。明治期以前からの旧道もところどころに残っており、特に当道路はひばりヶ丘駅南口バスターミナルで途切れているため、線路を越えて北側へ行ける道は旧道だけである。しかし旧道の駅周辺部は一方通行規制のある狭い道で、商店街になっているため人通りが非常に多く、自動車の通行には危険が伴う。なお、バスターミナル内は都道に指定されていない。
線形は途中でやや北東に折れ曲がる他はほぼ直線となっていて、後の改良により田無町三丁目交差点から谷戸一丁目交差点までは車道・歩行者道ともに拡幅され十分な余裕が取られているが、ひばりヶ丘駅前で道が途切れていることから、北側へは狭い旧道を通らなければならないというネックが長年残った。これを解決するため、線路を踏切で越えて進む東京都道36号保谷志木線の又六地蔵交差点付近と当道路のひばりヶ丘駅南約430mの地点を短絡する支線が2000年代になって開通した。
この他終点付近に枝分かれするように150mほどの短い支線があるが、この部分はもともと明治道由来の本線であったものが2000年代に入って直線化改良された際に旧道となり、引き続き支線として指定されているものである。この支線の終点は東京都道4号東京所沢線に接続するが、都道4号側に中央分離帯があるため北から直進して武蔵境通りへ進むことは出来ず、都道4号東進方向へ左折、あるいはその逆しか出来ない。
なお、ひばりヶ丘駅の北側では都市計画道路ひばりが丘駅北口線が敷設事業中であるが、この道路は線路を越えて本道路と接続される予定はない。

## 起点・終点
- 本線
  - 起点:交差点名称無し（ひばりヶ丘駅南口バスターミナル入口）
  - 終点:田無町三丁目交差点 東京都道4号東京所沢線・東京都道12号調布田無線交点
- 支線(都道36号線短絡線)
  - 起点:交差点名称無し 本線交点
  - 終点:交差点名称無し 東京都道36号保谷志木線交点
- 支線(旧道)
  - 起点:交差点名称無し 本線交点
  - 終点:交差点名称無し 東京都道4号東京所沢線交点

## 通過する自治体
- 東京都
  - 西東京市

## 交差する道路
- 本線
  - 田無町三丁目交差点 - 所沢街道（東京都道4号東京所沢線）・東京都道12号調布田無線
  - 北原町一丁目交差点 - 新青梅街道（東京都道245号杉並田無線）
  - 交差点名称無し（西東京市北原町2丁目） - 東大農場通り（東京都道4号東京所沢線支線）
- 支線（都道36号線短絡線）
  - 交差点名称無し（西東京市住吉町2丁目） - 東京都道36号保谷志木線
- 支線（旧道）
  - 交差点名称無し（西東京市北原町3丁目） - 新青梅街道（東京都道245号杉並田無線）
  - 交差点名称無し（西東京市田無町1丁目） - 所沢街道（東京都道4号東京所沢線）、武蔵境通り（東京都道12号調布田無線）
    - ともに信号なし（廃止）

## 主な施設
- ひばりヶ丘駅
- ひばりヶ丘パルコ
- 西東京市立ひばりヶ丘図書館
- 西東京市立谷戸第二小学校
- 西東京市立谷戸小学校
- 西東京市立西東京いこいの森公園
- 東京大学大学院農学生命科学研究科附属 生態調和農学機構西東京フィールド
- 西東京市立田無第二中学校
- 東京電力パワーグリッド西北原変電所